# Edgar Boutry
Pour les articles homonymes, voir Boutry.
Edgar Henri Boutry est un sculpteur français, né le 12 janvier 1857 à Lille, et mort le 1er février 1938 à Levallois-Perret.

## Biographie

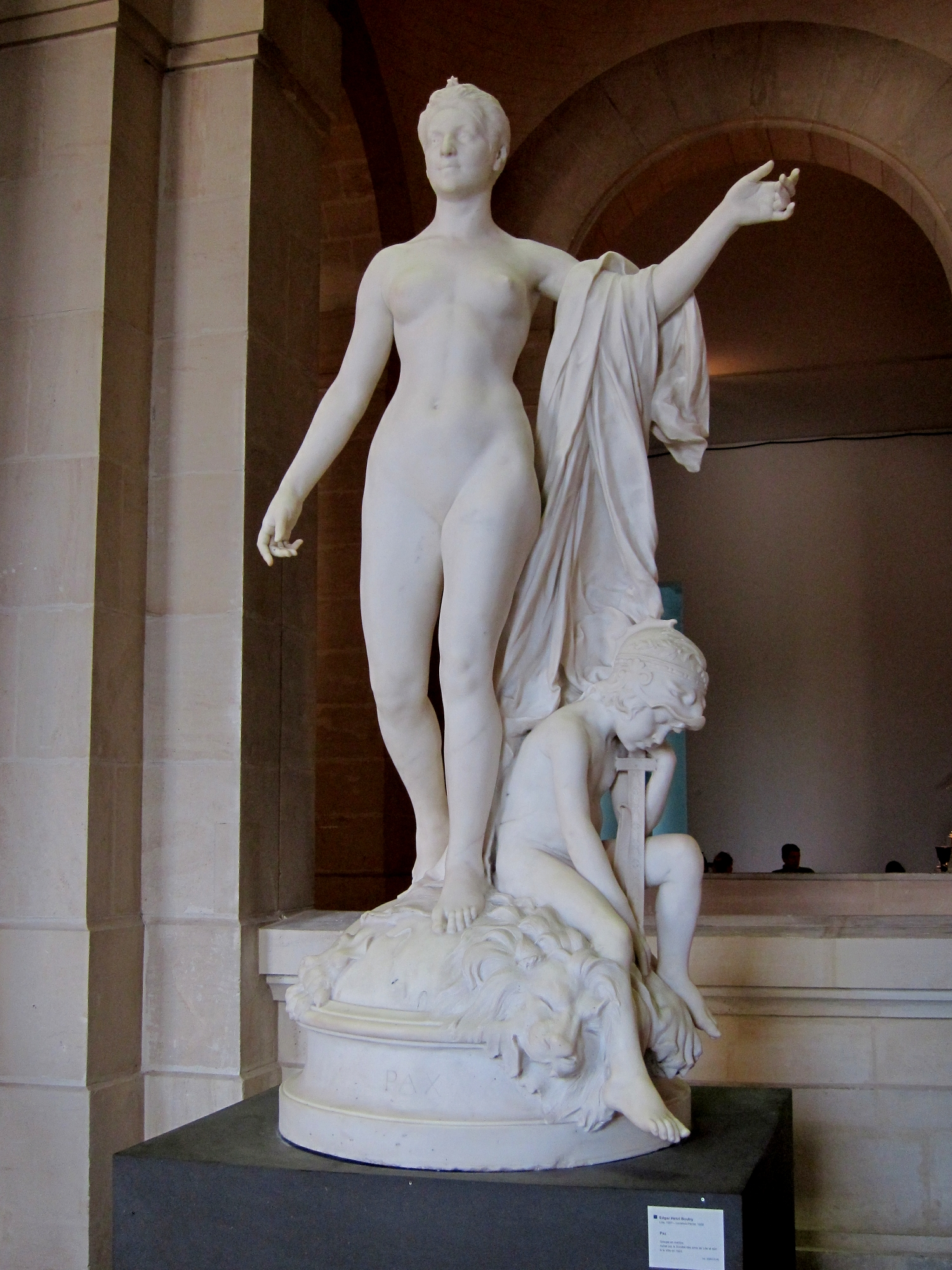
Pax, marbre, palais des beaux-arts de Lille.

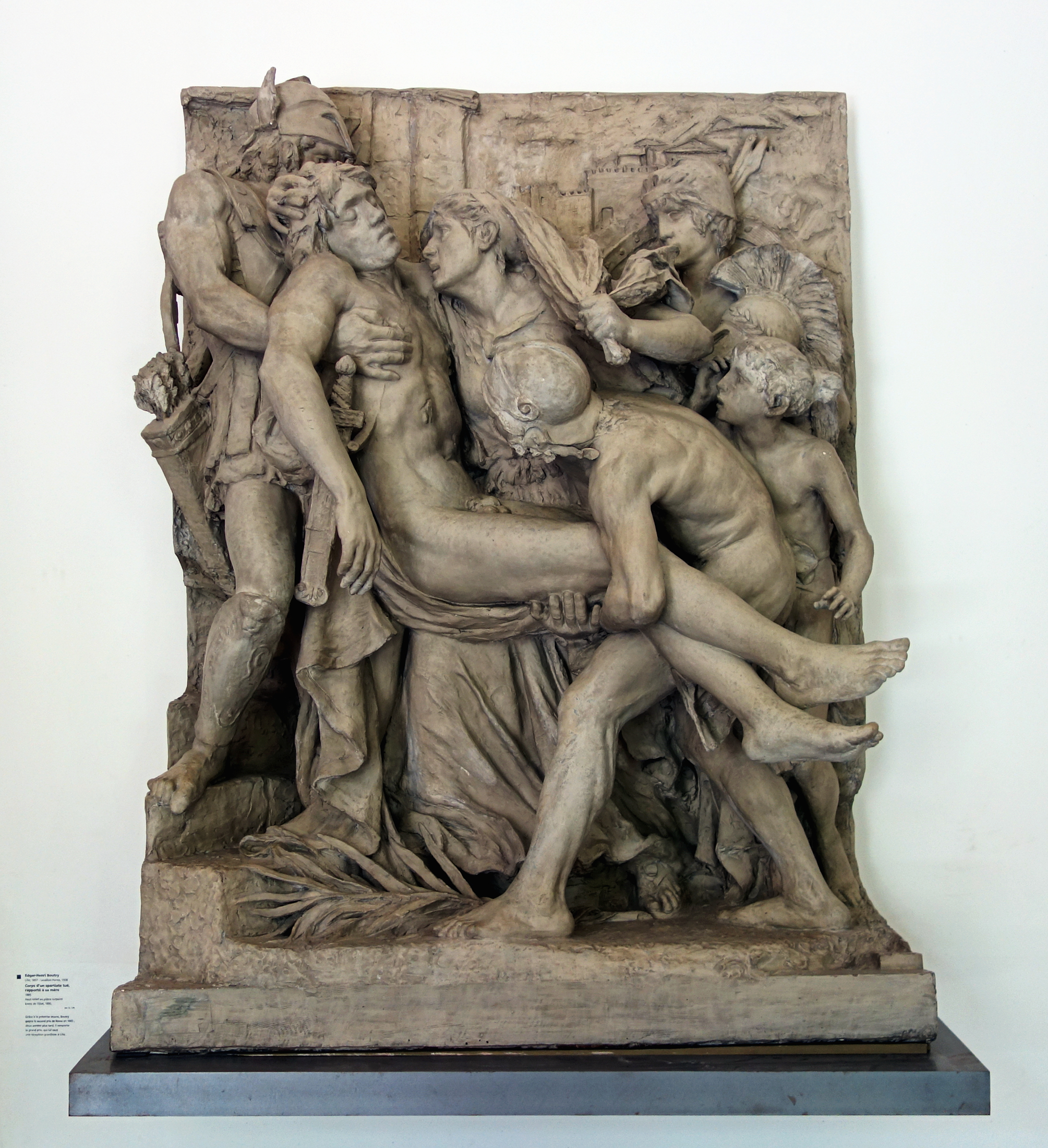
Corps d'un spartiate tué, rapporté à sa mère (1885), palais des beaux-arts de Lille.

Boutry est l'élève d'Albert Darcq aux écoles académiques lilloises, puis de Jules Cavelier à l’École des beaux-arts de Paris. Il obtient le second prix de Rome en 1885 puis le prix de Rome en 1887.
Il succédera à Albert Darcq aux écoles académiques lilloises. Il reçoit les insignes de chevalier de la Légion d'honneur en 1903.

## Distinctions
- Officier d'académie (1901)
- Chevalier de la Légion d'honneur (1903)

## Œuvre
Edgar Boutry réalise de nombreux monuments publics à Lille et plus généralement dans le nord de la France.
Il est, entre autres, l'auteur du Monument aux morts durant la guerre franco-allemande de 1870 de la ville de Lille (1900), des trois bas-reliefs du Monument aux morts des Première et Seconde Guerres mondiales de la ville de Lille (1927), situé devant le palais Rihour) ; du Monument aux victimes de la catastrophe des 18 ponts (1929), dans le quartier de Moulins ; du Monument à Léon Trulin (1934), fusillé par l'armée allemande comme espion, rue Léon-Trulin ; du Monument à Jeanne Maillotte (1935), avenue du Peuple-Belge ; et du Monument au maréchal Foch (1936), square Foch.

## Œuvres dans les collections publiques
En Autriche
- Vienne, ambassade de France : décors, 1907-1910.

En France
- Armentières : Monument aux morts.
- Arras, Chasseur, 1891, bronze, envoyé à la fonte sous le régime de Vichy.
- Béthune : Monument aux morts.
- Chantilly : Monument au maréchal Joffre, 1930[7].
- Denain : Fronton du théâtre de Denain[réf. nécessaire], 1912.
- Dunkerque, façade de l'hôtel de ville : Portrait équestre de Louis XIV, 1901, haut-relief en bronze[8].
- Levallois-Perret : 
  - Monument au capitaine Braun et au maréchal des logis Martin, place Chaptal en 1908 ; coq en métal seul visible dans le parc de la Planchette au XXIe siècle
  - Plaque en bronze sur la sépulture de Louis Mortier, 1926, au cimetière
- Lille :
  - cimetière de l'Est : sépulture de Mulie-Delescaille, 1888.
  - cimetière du Sud :
    - Monument du Souvenir français, 1900 ;
    - sépulture Lefebvre-Faure, vers 1900.

  - église Saint-André de Saint-André-lez-Lille : Christ, marbre.
  - église Saint-Étienne : deux bas-reliefs en bronze.
  - Opéra de Lille : décors.
  - palais des beaux-arts :
    - Corps d'un spartiate tué, rapporté à sa mère, 1885, haut-relief en plâtre, second prix de Rome ;
    - L'Amour et la Folie, bas-relief ;
    - Pax, groupe en marbre, acheté par la Société des amis de Lille, offert au musée en 1923 ;
    - Buste de Dante ;
    - Joyeuse maternité, marbre.

  - square Foch : Monument au maréchal Foch, 1936.
  - théâtre Sébastopol : décors.
- Lyon, hôtel Terminus : chapiteaux du vestibule, 1906.
- Paris :
  - École nationale supérieure des beaux-arts :
    - Buste d'Eugène Guillaume, marbre[9] ;
    - Thésée rend à Œdipe ses filles Antigone et Ismène, 1887, bas-relief en plâtre, prix de Rome[10] ;
    - Philosophe assis, 1888, d'après une statue antique du musée du Louvre, statue en marbre[11].

  - Grand Palais, façade : L'Art du Moyen Âge, 1900.
  - Hôtel Watel-Dehaynin[12], démoli en 1974[13] : voussures du grand salon.
  - hôtel Élysée Palace, façade : La Toilette de Vénus, 1899, plâtre (œuvre disparue).
  - hôtel Mercedès (siège de Sopra Group), no 9 et 9 bis, rue de Presbourg, 16e arrondissement de Paris : bas reliefs , 1902. Immeuble Art nouveau de Georges Chedanne.
  - Muséum national d'histoire naturelle, façade : Oiseaux de proie, 1894, bas-relief.
- Wasquehal : monument aux morts, 1923.

## Salons
- 1893 : Buste de Louis-Marie Cordonnier.

### Galerie

Œuvres d'Edgar Boutry
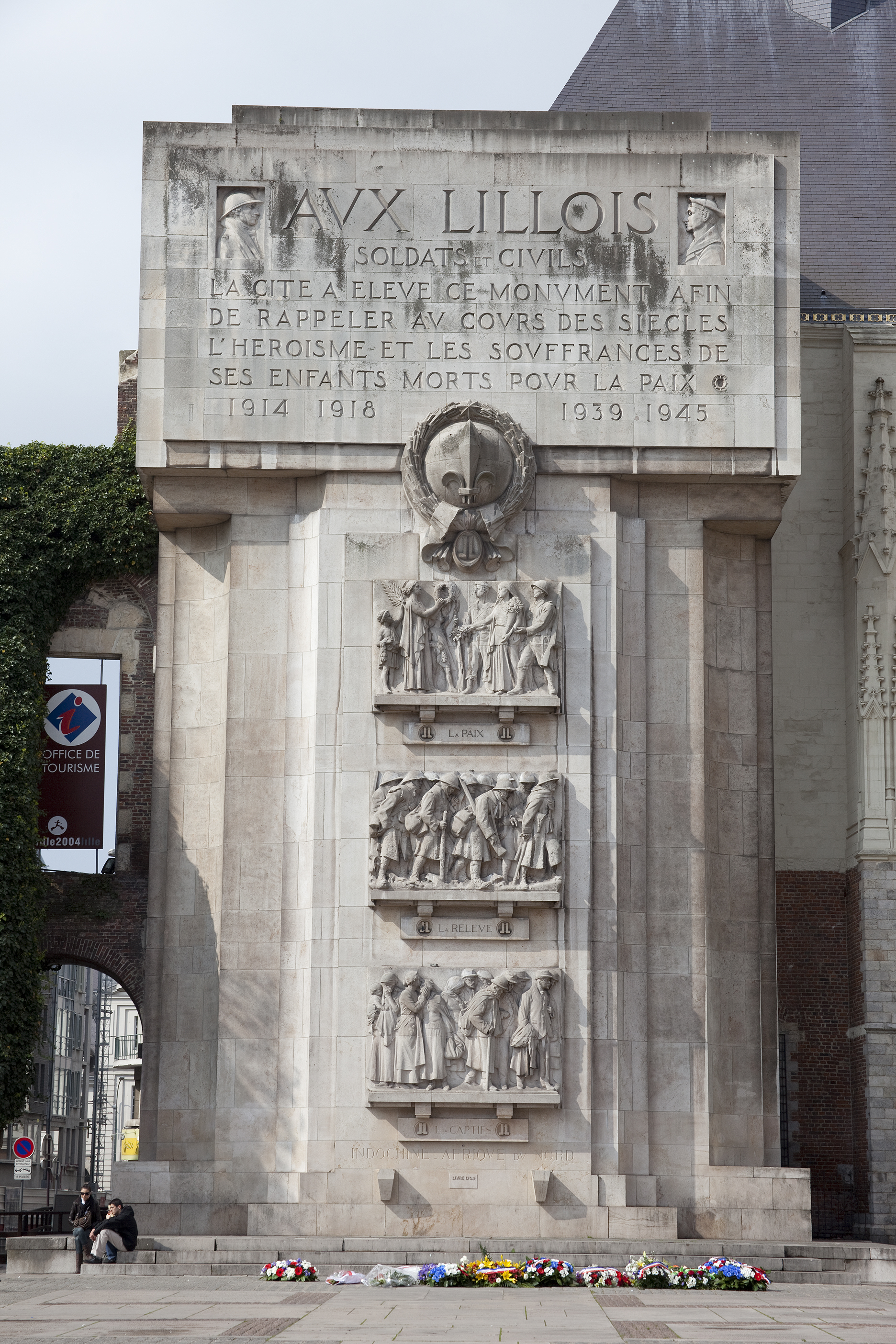
Monument aux morts de Lille (1927).
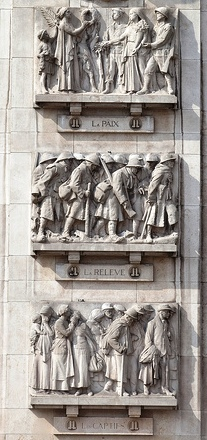
Détail du Monument aux morts de Lille, bas-reliefs (1927).
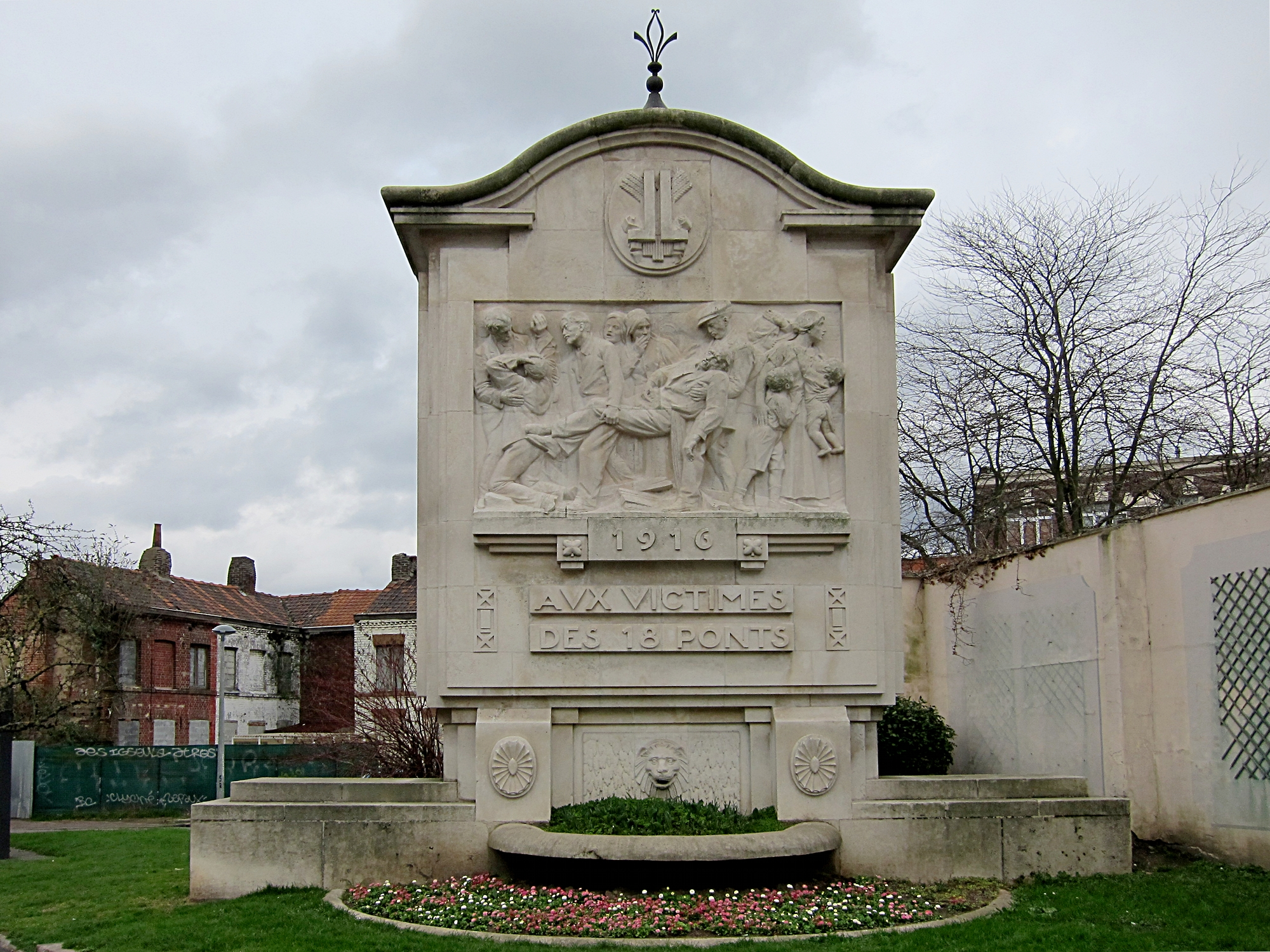
Monument aux victimes de la catastrophe des 18 ponts (1929), Lille.
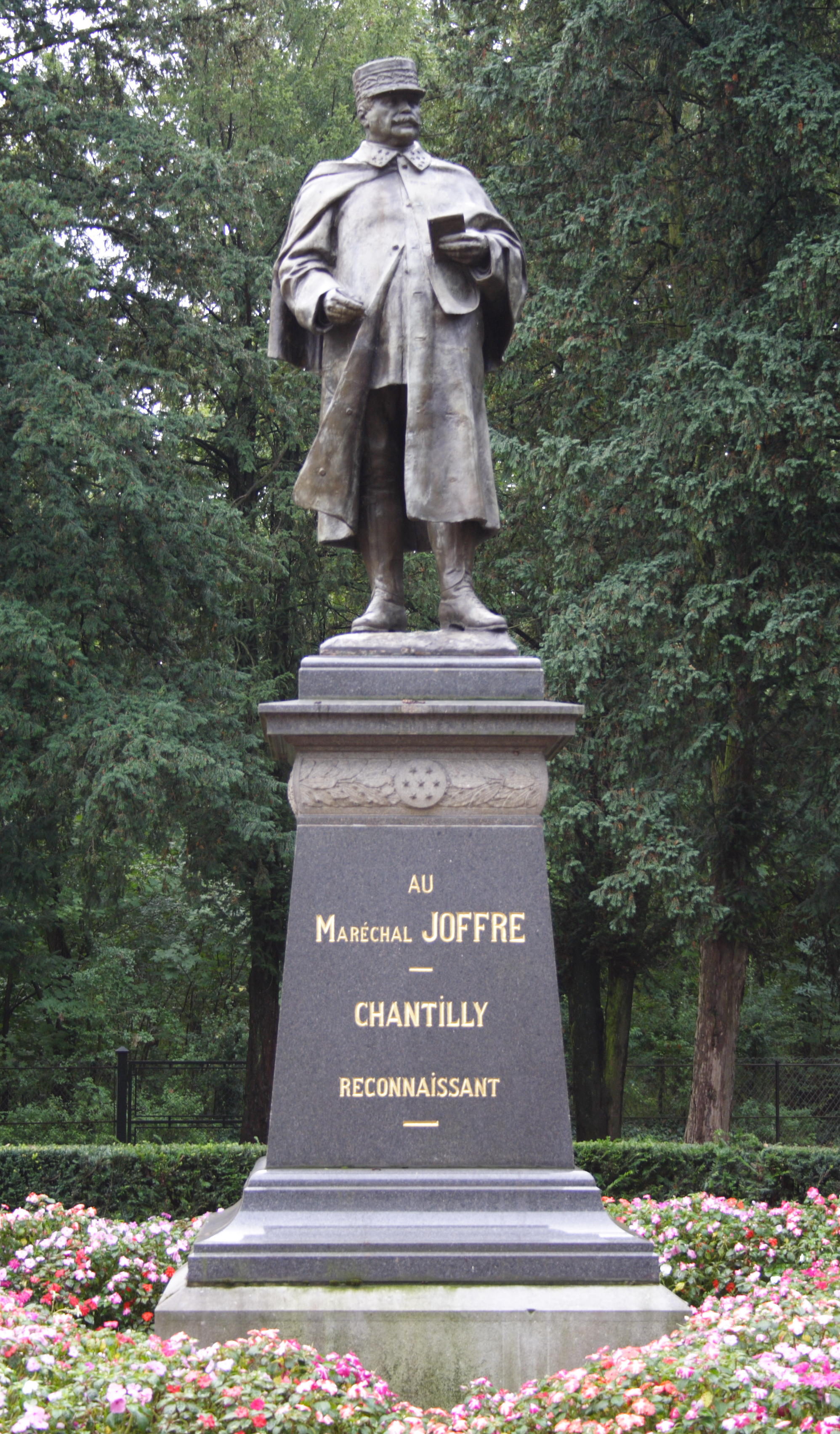
Monument au maréchal Joffre (1930), Chantilly.
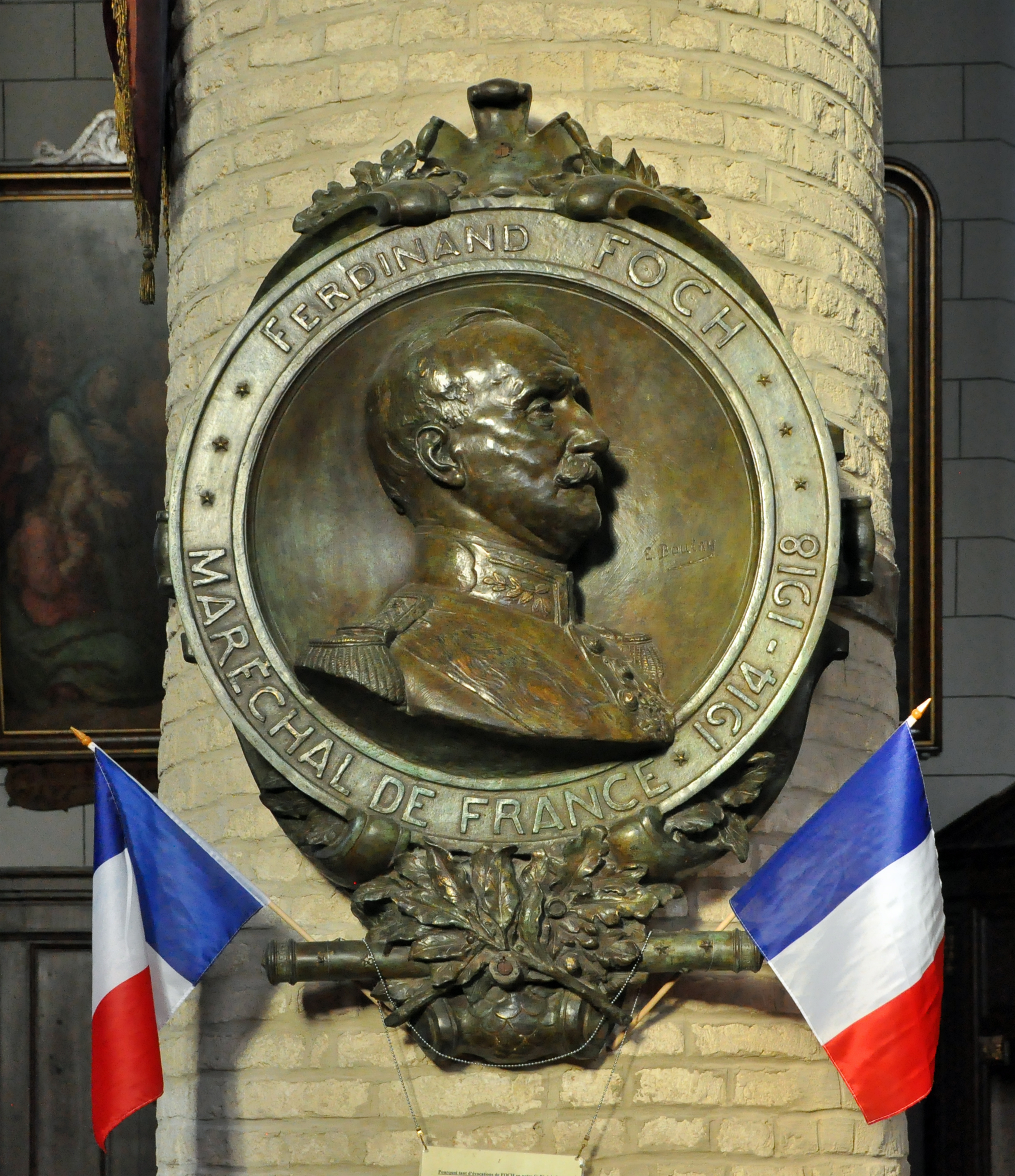
Le maréchal Foch (1933), Cassel, collégiale Notre-Dame de la Crypte.
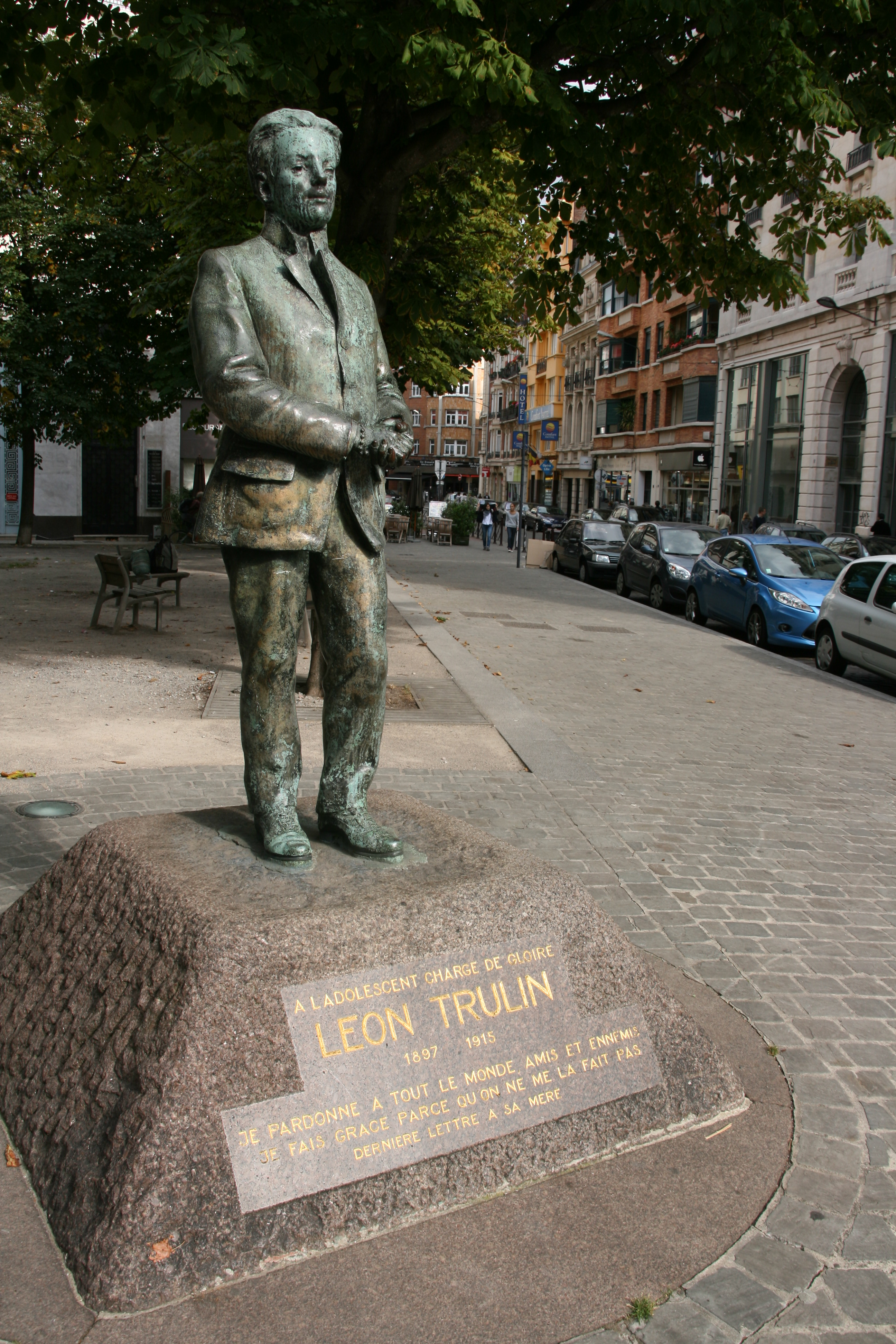
Monument à Léon Trulin (1934), Lille.
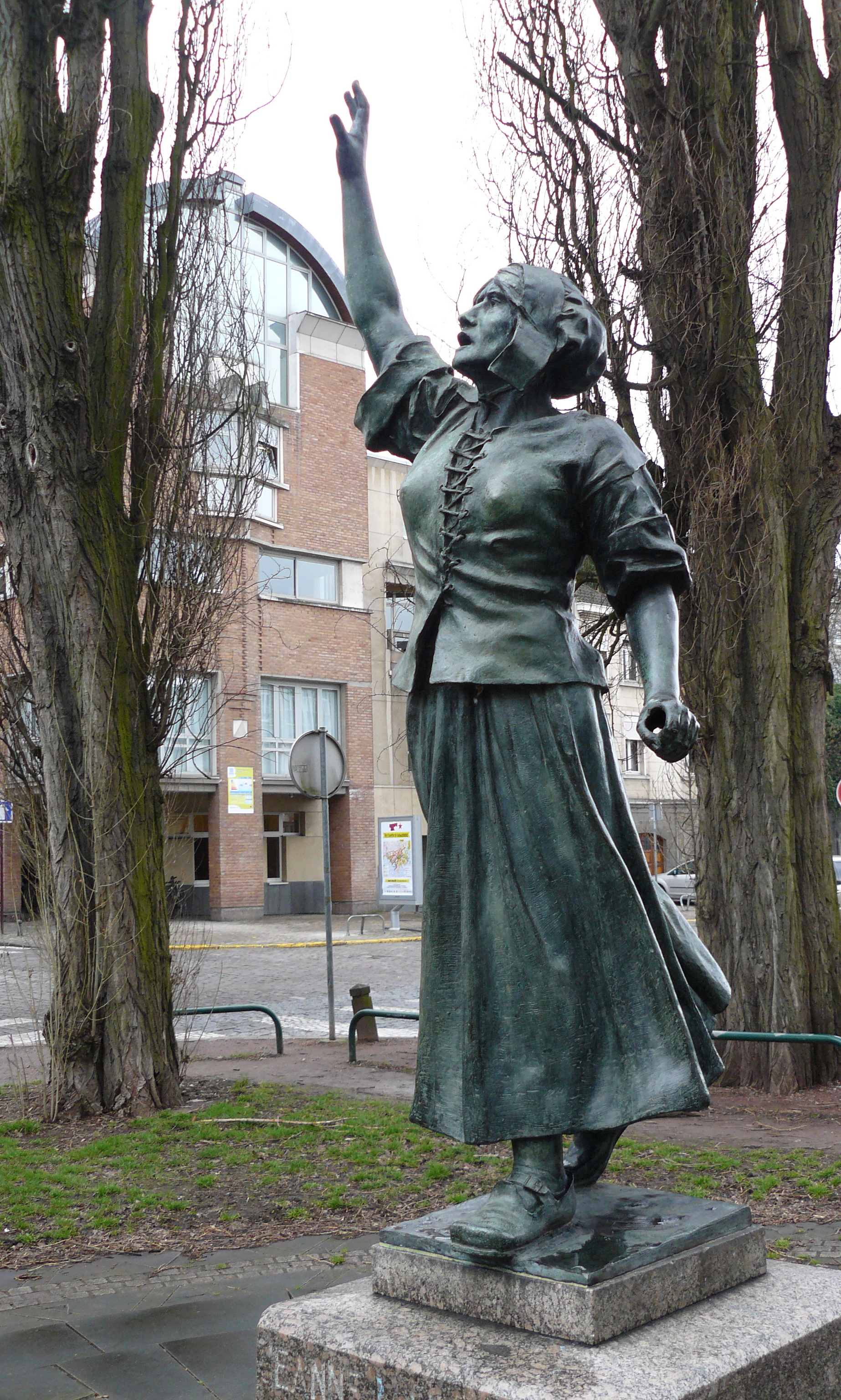
Monument à Jeanne Maillotte (1936), Lille.
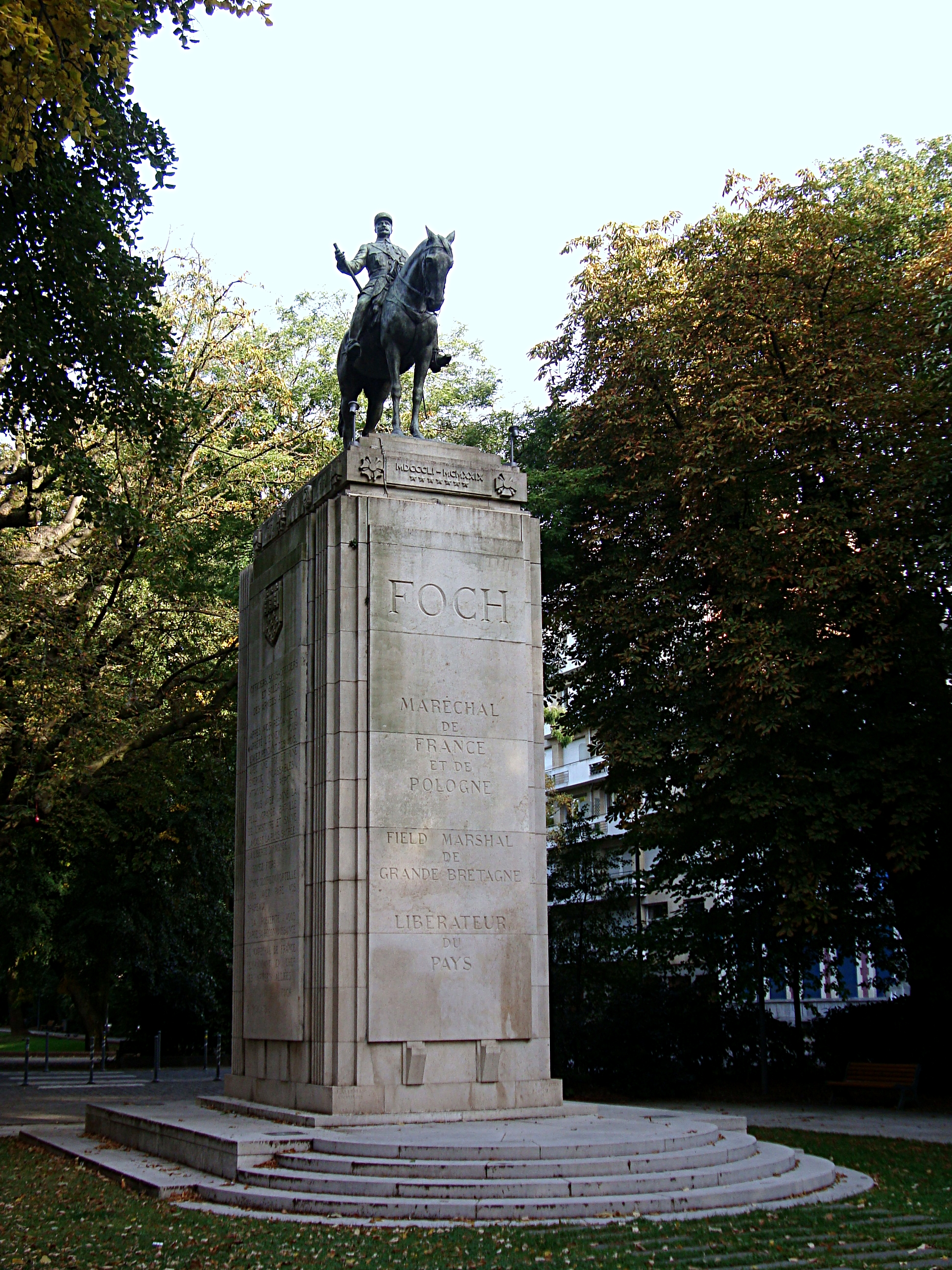
Monument au maréchal Foch (1936), Lille.